# Kārmozd
Kārmozd (persiska: كارمزد) är en ort i Iran.   Den ligger i provinsen Mazandaran, i den norra delen av landet, 140 km öster om huvudstaden Teheran. Kārmozd ligger 1 311 meter över havet och antalet invånare är 352.
Terrängen runt Kārmozd är bergig västerut, men österut är den kuperad. Runt Kārmozd är det ganska glesbefolkat, med 34 invånare per kvadratkilometer. Närmaste större samhälle är Pol-e Sefīd, 15,0 km öster om Kārmozd. I omgivningarna runt Kārmozd växer i huvudsak blandskog.